# Longgang International Cycling Course
Longgang International Cycling Course – welodrom położony w mieście Shenzhen (w dzielnicy Longgang), w Chinach. Może pomieścić 1500 widzów. Został wybudowany w 2001 roku. W 2003 roku dodatkowo wybudowano zadaszenie trybun oraz toru kolarskiego. Obiekt gościł zawody kolarskie podczas Chińskiej Olimpiady Narodowej 2001 oraz Letniej Uniwersjady 2011. Tor miał również gościć mistrzostwa świata w kolarstwie torowym w 2003 roku, jednak z powodu zagrożenia wirusem SARS zawody te przeniesiono do Stuttgartu.